# Olof Zenius
Olof Zenius, född 16 februari 1772 i Los socken, Hälsingland, död 12 januari 1836 i Stockholm, var en svensk jurist. 
Efter studier i filosofi och juridik blev Zenius 1794 filosofie magister vid Uppsala universitet. Efter avlagd juridisk examen ingick han i Svea hovrätt, där han befordrades till fiskal, samt utnämndes 1805 till assessor i Kommerskollegium och 1813 till kommerseråd. Han avböjde att träda in i Högsta domstolen för att istället 1811 bli arbetande ledamot i Lagkommittén, där han intog en framträdande och högt ansedd plats vid sidan av män som Pehr Staaff, Mathias Rosenblad och Johan Gabriel Richert i arbetet med att revidera den svenska civil- och strafflagstiftningen. År 1818 blev han juris hedersdoktor vid Uppsala universitet.